# بيت إيفانز
بيت إيفانز (بالإنجليزية: Pete Evans)‏ هو طاهي ومقدم تلفزيوني أسترالي، ولد في 26 فبراير 1973 في ملبورن في أستراليا.